# 47. ceremonia wręczenia nagród Brytyjskiej Akademii Filmowej
47. ceremonia rozdania nagród Brytyjskiej Akademii Sztuk Filmowych i Telewizyjnych.
Najwięcej statuetek (7) otrzymał film Lista Schindlera.

## Nominacje
Laureaci oznaczeni są wytłuszczeniem

### Najlepszy film
- Steven Spielberg, Gerald R. Molen, Branko Lustig – Lista Schindlera
- Richard Attenborough, Brian Eastman – Cienista dolina
- Jan Chapman, Jane Campion – Fortepian
- Ismail Merchant, Mike Nichols, John Calley, James Ivory – Okruchy dnia

### Najlepszy film zagraniczny
- Feng Hsu, Chen Kaige – Żegnaj, moja konkubino
- Éric Heumann, Régis Wargnier – Indochiny
- Alfonso Arau – Przepiórki w płatkach róży
- Jean-Louis Livi, Philippe Carcassonne, Claude Sautet – Serce jak lód

### Najlepszy aktor
- Anthony Hopkins − Cienista dolina
- Daniel Day-Lewis − W imię ojca
- Anthony Hopkins − Okruchy dnia
- Liam Neeson − Lista Schindlera

### Najlepsza aktorka
- Holly Hunter − Fortepian
- Miranda Richardson − Tom i Viv
- Emma Thompson − Okruchy dnia
- Debra Winger − Cienista dolina

### Najlepszy aktor drugoplanowy
- Ralph Fiennes − Lista Schindlera
- Tommy Lee Jones − Ścigany
- Ben Kingsley − Lista Schindlera
- John Malkovich − Na linii ognia

### Najlepsza aktorka drugoplanowa
- Miriam Margolyes − Wiek niewinności
- Holly Hunter − Firma
- Winona Ryder − Wiek niewinności
- Maggie Smith − Tajemniczy ogród

### Najlepszy scenariusz oryginalny
- Danny Rubin, Harold Ramis − Dzień świstaka
- Nora Ephron, David S. Ward, Jeff Arch − Bezsenność w Seattle
- Jane Campion − Fortepian
- Jeff Maguire − Na linii ognia

### Najlepszy scenariusz adaptowany
- Steven Zaillian − Lista Schindlera
- William Nicholson − Cienista dolina
- Ruth Prawer Jhabvala − Okruchy dnia
- Terry George, Jim Sheridan − W imię ojca
- Bo Goldman − Zapach kobiety

### Najlepsze zdjęcia
- Janusz Kamiński − Lista Schindlera
- Michael Ballhaus − Wiek niewinności
- Stuart Dryburgh − Fortepian
- Tony Pierce-Roberts − Okruchy dnia

### Najlepsze kostiumy
- Janet Patterson − Fortepian
- Eiko Ishioka − Drakula
- Anna B. Sheppard − Lista Schindlera
- Sandy Powell − Orlando
- Phyllis Dalton − Wiele hałasu o nic

### Najlepszy dźwięk
- John Leveque, Bruce Stambler, Becky Sullivan, Scott D. Smith, Donald O. Mitchell, Michael Herbick, Frank A. Montańo − Ścigany
- Lee Smith, Tony Johnson, Gethin Creagh − Fortepian
- Charles L. Campbell, Louis L. Edemann, Robert Jackson, Ron Judkins, Andy Nelson, Steve Pederson, Scott Millan − Lista Schindlera
- Richard Hymns, Ron Judkins, Gary Summers, Gary Rydstrom, Shawn Murphy − Park Jurajski

### Najlepszy montaż
- Michael Kahn − Lista Schindlera
- Veronika Jenet − Fortepian
- Anne V. Coates − Na linii ognia
- Dennis Virkler, David Finfer, Dean Goodhill, Don Brochu, Richard Nord, Dov Hoenig − Ścigany

### Najlepsze efekty specjalne
- Dennis Muren, Stan Winston, Phil Tippett, Michael Lantieri − Park Jurajski
- Don Paul, Steve Goldberg − Aladyn
- Roman Coppola, Gary Gutierrez, Michael Lantieri, Gene Warren Jr. − Drakula
- William Mesa, Roy Arbogast − Ścigany

### Najlepsza muzyka
- John Williams − Lista Schindlera
- Alan Menken − Aladyn
- Michael Nyman − Fortepian
- Marc Shaiman − Bezsenność w Seattle

### Najlepsza charakteryzacja
- Morag Ross − Orlando
- Greg Cannom, Michèle Burke, Matthew W. Mungle − Drakula
- Christina Smith, Matthew W. Mungle, Waldemar Pokromski, Pauline Heys − Lista Schindlera
- Kevin Haney, Katherine James, Fred C. Blau Jr., Fern Buchner − Rodzina Addamsów II

### Najlepsza scenografia
- Andrew McAlpine − Fortepian
- Thomas E. Sanders − Drakula
- Allan Starski − Lista Schindlera
- Dante Ferretti − Wiek niewinności

### Najlepszy brytyjski film – Nagroda im. Alexandra Kordy
- Richard Attenborough, Brian Eastman – Cienista dolina
- Simon Channing Williams, Mike Leigh − Nadzy
- Marc Samuelson, Harvey Kass, Peter Samuelson, Brian Gilbert − Tom i Viv
- Sally Hibbin, Ken Loach − Wiatr w oczy

### Nagroda im. Davida Leana – Najlepsza reżyseria
- Steven Spielberg − Lista Schindlera
- Richard Attenborough − Cienista dolina
- Jane Campion − Fortepian
- James Ivory − Okruchy dnia

## Podsumowanie
Laureaci

Nagroda / Nominacja
- 7 / 13 – Lista Schindlera
- 3 / 10 – Fortepian
- 2 / 6 – Cienista dolina
- 1 / 2 – Orlando
- 1 / 2 – Park Jurajski
- 1 / 4 – Wiek niewinności
- 1 / 4 – Ścigany

Przegrani
- 0 / 2 – Aladyn
- 0 / 2 – W imię ojca
- 0 / 2 – Tom i Viv
- 0 / 2 – Bezsenność w Seattle
- 0 / 3 – Na linii ognia
- 0 / 4 – Drakula
- 0 / 6 – Okruchy dnia